# Čaščenje Venere
Čaščenje Venere je slika olje na platnu italijanskega renesančnega umetnika Tiziana, dokončana med letoma 1518 in 1519, shranjena v muzeju Prado v Madridu v Španiji. Opisuje rimski obred čaščenja v čast boginje Venere vsakega 1. aprila. Ob tej priložnosti so ženske darovale upodobitvam boginje, da bi očistile »vsak madež na svojem telesu«.

## Zgodovina
Delo je prvo Tizianovo slikanje za cikel Bakanalije, namenjeno okrasitvi sobe Alabastra Camerino, zasebne delovne sobe Alfonsa I. d'Esteja. Vojvoda je že pridobil platno od Giovannija Bellinija (Festino degli dei, ki ga je Tizian pozneje retuširal v krajini) in nekaj let prej mu je Tizian že naslikal Kristusa kovanca, ki naj bi okrasil vrata.
Čaščenje Vener je bila sprva naročena pri Fra Bartolomeu, vendar je njegova smrt leta 1517 naročilo prekinila. Je pa florentinski pater narisal risbo, njegovo prvo nereligiozno temo po spreobrnjenju k Savonaroli. Tizian je dobil obstoječo pripravljalno risbo, vendar se je odločil, da jo bo popačil in postavil kompozicijo, v kateri je kip boginje v osamljenem položaju, na levi in ne v sredini in se osredotočil na množico kupidov. Vendar pa je iz njega vzel različne iztočnice, kot so tipologija kipa, Venus pudica in odnos nimf, zlasti tiste z ogledalom.
O peripetijah naročila in izročitve slike oktobra 1519 priča gosta korespondenca med umetnikom, dvorom Este in vojvodovimi odposlanci v Benetkah. Za izpolnitev zahtevanih dimenzij sta platno in okvir skupaj z ikonografskim programom prispela neposredno iz Ferrare. 17. oktobra je bil umetnik osebno v Ferrari, da bi vodil namestitev..
S hitrim razstavljanjem delovne sobe po predaji Ferrare Papeški državi leta 1598 so bile slike razpršene. Festa degli amorini je v Rim prinesel kardinal Pietro Aldobrandini, papeški legat. Okoli leta 1634 je bila s posredovanjem neapeljskega podkralja Manuela de Acevedo y Zúñiga skupaj z Bakanalije Andrijevih podarjena Filipu IV., deloma kot plačilo države Piombino. Prve dokumentirane omembe v Španiji segajo v popise palače Alcázar v Madridu v letih 1666, 1686 in 1700.
Tizianova tri platna so občudovali in kopirali Rubens, Guido Reni, Nicolas Poussin in Diego Velázquez, kar je navdihnilo razvoj baročnega okusa. Novica o Domenichinovih iskrenih solzah, ko je videl te mojstrovine zapustiti Italijo, je ostala znana.

## Opis
V Tizianovem delu sta dve nimfi, ena mlada in ena matrona, nameščeni na desni strani slovesnosti, ki obiskujeta svetišče z upodobitvijo Venere. Svetišče je obdano z votivnimi ploščami. Starejša ženska okraske preverja z ogledalom, ki ga drži visoko v iztegnjeni desnici. V ospredju platna se gnete roj moških dojenčkov ali puttov, ki se zamotijo z dejavnostmi, kot so plezanje po drevesih, skakanje, letenje, nabiranje jabolk, poležavanje, boj, božanje, streljanje s puščicami in puljenje drug drugega za lase. V srednjem ozadju, ob sončnem travniku, je prikazan jez. Daljava je okrašena z goro in modrim nebom.

## Izvorni material
Tizian je sliko zasnoval na zapisih grškega sofista Filostrata (ok. 190 – ok. 230 n. št.). V svojih Imagines I, VI je Filostrat zapisal: »Glej kupide, ki nabirajo jabolka: in če jih je veliko, ne bodi presenečen ... Amorjev tulec je posut z zlatom in zlate so tudi puščice v njih ... na jablane so obesili svoje tulce in v travi ležijo njihovi izvezeni plašči ... Ah, košare, v katere zbirajo svoja jabolka!«